# Prostaglandin E-Rezeptoren
Die vier Prostaglandin E-Rezeptoren (abgekürzt EP1 bis EP4) sind G-Protein-gekoppelte Rezeptoren, die die komplexen Wirkungen des Prostaglandin E2 (kurz: PGE2) auf unterschiedliche Weise vermitteln. Sie gehören zur übergeordneten Gruppe der Prostaglandin-Rezeptoren.

## Unterformen

### EP1
- vermittelt die schmerzverstärkende Wirkung des PGE2.
- vermittelt eine kontrahierende Wirkung auf glatte Muskelzellen des Magens durch PGE2.

### EP2
- vermittelt die muskelrelaxierende Wirkung des PGE2 an glatter Gefäßmuskulatur von Arterien und führt so zu der typischen Rötung bei lokalen Entzündungen.

### EP3
- vermittelt die fieberinduzierende Wirkung des PGE2.
- vermittelt die säurehemmende Wirkung des PGE2 auf die Belegzellen des Magens und fördert die Bildung eines neutralisierenden Schleims, der die Magenschleimhaut schützt. Vor allem dies ist der Grund, weshalb NSAR, welche die Cyclooxygenase hemmen und somit die Bildung von Prostaglandinen unterdrücken, zu vermehrter Säureproduktion führen und es bei Langzeitbehandlungen zu schwerwiegenden Komplikationen wie Magenblutungen, Geschwüren und Ähnlichem kommen kann.

### EP4
Der EP4-Rezeptor hält normalerweise den Ductus arteriosus offen vor der Geburt. Mäuse, die keinen EP4-Rezeptor aufgrund eines genetischen Defektes ausbilden können, sterben nach 72h mit einem offenen gebliebenen Ductus arteriosus. Man spekuliert, dass ohne EP4-Rezeptoren andere (noch unbekannte) Faktoren das Offenhalten des Ductus arteriosus übernehmen, die aber nicht mit der Geburt aufhören, zu wirken. Ebenso können Mäuse, die keine COX-1 und keine COX-2 ausbilden können, den Duktus nach der Geburt nicht verschließen. Der genaue Vorgang der Kreislaufadaptation nach Geburt ist noch nicht geklärt.